# Tanca Marchese
Tanca Marchese è una frazione di circa 700 abitanti del comune di Terralba, in provincia di Oristano.

## Geografia fisica

### Territorio
Tanca marchese è situata nel Campidano di Oristano, punto di snodo tra i comuni di Arborea, Terralba e Marrubiu. Il paese si trova a 4 metri sopra il livello del mare, per questo motivo non è a rischio alluvione. Il paese è circondato da campagne lussureggianti e rigogliose, risorsa principale delle aziende agricole paesane.

## Origini del nome
Con il termine tanca, in lingua sarda, si indica un podere chiuso da siepi o da muri in cui pascolano le greggi.

## Storia
Tanca Marchese presenta due particolarità: vi si parla il veneto (benché in regresso rispetto all'italiano ed al sardo), portatovi dagli immigrati del Polesine giunti a colonizzare il territorio intorno agli anni trenta del XX secolo; l'architettura del borgo, inoltre, ricorda per molti aspetti quella tipica dell'Italia settentrionale.
Il borgo, nella sua storia, si trovò al centro di numerosi conflitti nella faida tra Terralba e Arborea   
Tra i protagonisti della storia di questo borgo ricordiamo il filosofo Ripa Carlo, conosciuto nei suoi libri come Charlie Ripa.
Nel periodo Rinascimentale è stata sede della Congregazione dei monaci guerrieri di Andrea da Salaris. 

## Monumenti e luoghi d'interesse
Nonostante la modesta superficie territoriale, il paese presenta i seguenti luoghi di interesse:
- Chiesa di Gesù Maestro: punto di ritrovo della popolazione con dinanzi ad essa un parco abbastanza grande, interamente ricoperto da prato: una zona verde fornita di giochi dove bambini e giovani trascorrono il tempo libero.
- Statua a grandezza naturale dedicata a Padre Pio.

## Economia
L'economia tanchese si basa prevalentemente su attività agricole e di allevamento, per lo più bovini. Presenti nel territorio attività commerciali quali bar, edicola, mobilificio e market.

## Sport

### Impianti sportivi
- Campo sportivo Tanca Marchese: campo in erba a disposizione delle giovanili della Tanca.